# Lepthyphantes brevihamatus
Lepthyphantes brevihamatus är en spindelart som beskrevs av Robert Bosmans 1985. Lepthyphantes brevihamatus ingår i släktet Lepthyphantes och familjen täckvävarspindlar.
Artens utbredningsområde är Marocko. Inga underarter finns listade i Catalogue of Life.